# Ястребова Анастасія Порфирівна
Анастасія Порфирівна Ястребова (? — ?) — українська радянська діячка, інженер-хімік, новатор виробництва, заступник начальника цеху Слов'янського содового комбінату Сталінської (Донецької) області. Депутат Верховної Ради УРСР 5-го скликання.

## Біографія
Закінчила середню школу. У 1940-х роках — студентка хіміко-технологічного факультету Томського індустріального інституту РРФСР.
Після закінчення інституту скерована працювати інженером Донецького содового заводу в місті Верхньому Сталінської (Донецької) області.
Через рік переведена в місто Слов'янськ, де працювала інженером вапнякового цеху, диспетчером Слов'янського новосодового заводу, а з 1949 року — заступником начальника цеху № 1 із виробництва каустичної соди старосодового заводу Слов'янського содового комбінату Сталінської (Донецької) області.
Півроку працювала інженером на содовому заводі у Народній Республіці Болгарії.

## Нагороди
- медалі
- почесна Грамота Президії Верховної Ради УРСР (7.03.1960)